# Doblhoff (Adelsgeschlecht)

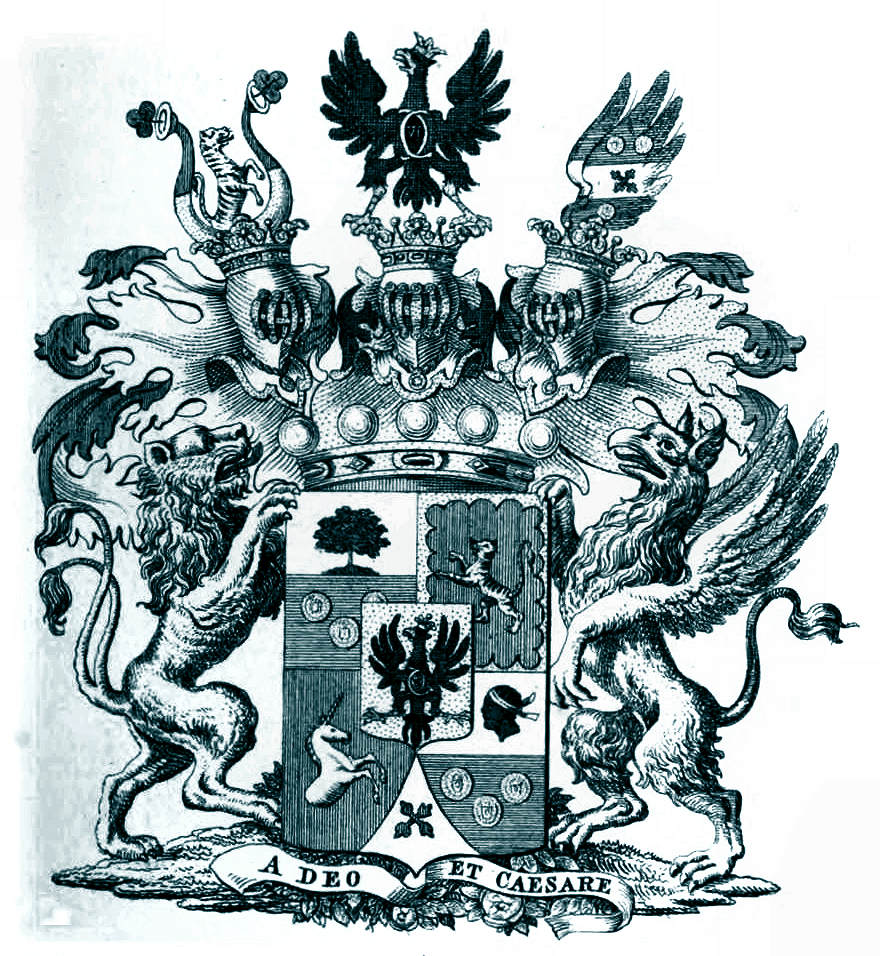
Wappen der Freiherren von Doblhoff-Dier 1772

Die Doblhoff (auch Dobelhoff, Holler von Doblhoff) sind ein Tiroler Adelsgeschlecht, welches 1706 in den österreichischen Ritterstand und am 1. Juni 1767 unter die neuen niederösterreichischen Ritterstandsgeschlechter aufgenommen wurde. Anton (I.) Edler von Dobelhoff, der Universalerbe von Karl Joseph Edler Herr von Dier, wurde am 23. Juni 1757 mit Vereinigung von Namen und Wappen als Freiherr von Dobelhoff-Dier in den Reichsfreiherrnstand und am 9. April 1772 in den österreichischen Freiherrnstand aufgenommen.

## Geschichte

### Ursprung
Philipp Holer (Holler) erhielt von Kaiser Rudolf II. am 2. Juli 1582 in  Prag einen Wappenbrief.
Bernhard Holler (Steiermark; † 2. Juni 1648 in Wien) stammte aus der Steiermark und wurde Doctor iuris. Er war Professor für Kanonisches Recht und 1647 Rector Magnificus der Universität Wien und auch NÖ Regierungsrat. Mit seiner Ehefrau Rosina hatte er die Söhne Franz und Paul.
Johann Holler von Doblhoff (auch Holer geschrieben) (* 20. März 1621; † 24. Dezember 1693) war Stadt- und Landrichter in Meran, erwarb 1662 den Toblerhof in Meran. Er wurde am 6. Mai 1692 mit Holler von Doblhoff (auch Doblhof) in den Reichsadel nobilitiert.
Franz Holler Reichsritter von Doblhoff (* 10. November 1646 in Meran; † 11. März 1725 in Wien) war der Sohn von Bernhard Holler v. D. und Medicinae Doctor und durch mehrere Jahre Professor für Medizin an der Universität Innsbruck. Er war Leibarzt von Joseph I. und Karl VI. und kaiserlicher Rat. 1706 wurde er mit dem Ehrenwort von Doblhof und Verbesserung seines Wappens in den Ritterstand des H. R. Reichs und der gesamten österreichischen Erblande erhoben.
Carl Hieronymus Holler Reichsritter von Dobelhoff (* 4. Jänner 1697 in Innsbruck; † 30. Juli 1767), der Sohn von Franz Holler von Doblhoff, k. k. wirklicher Hofrat und Referendar der oberösterreichischen geheimen Hofkanzlei kam durch seine Frau in den Besitz der Herrschaften und Güter Rauhenstein, Weikersdorf, Rauheneck, Rohr und Sauerhof (alle heute Baden bei Wien). Carl Hieronymus wurde am 1. Juni 1767 unter die neuen niederösterreichischen Ritterstandsgeschlechter aufgenommen.
Anton (I.) Freiherr von Dobelhoff-Dier (* 1733 in Wien; † 20. Dezember 1812), der Sohn von Carl H. Holler von Doblhoff, k. k. wirklicher Hofrat war in erster Ehe mit Therese von Dier († 1752) verheiratet und wurde von Kaiser Franz I. am 23. Juni 1757 mit Vereinigung von Namen und Wappen des Edlen Herrn von Dier, der ihn als Alleinerben einsetzte, in den Reichsfreiherrnstand erhoben. Am 9. April 1772 wurde er von Joseph II. in den österreichischen Freiherrnstand geadelt.

## Doblhoff-Dier
Anton (I.) von Dobelhoff-Dier hatte vier Söhne (nur der erstgeborene führte den Titel Doblhoff-Dier):
1. Karl von Doblhoff-Dier (1762–1837), Musiker und Komponist
2. Joseph von Doblhoff (1770–1831), k. k. Hofrat und niederösterreichischer Landuntermarschall
  1. Anton (II.) (1800–1872), österreichischer Politiker
  2. Joseph (Peter Ferdinand Alois) (1806–1856), Abgeordneter der Frankfurter Nationalversammlung, ⚭ 1. Ida Lenkey de Lenke, ⚭ 2. Maria Adolfina Freiin Pratobevera von Wiesborn. Aus erster Ehe stammen:
    1. Heinrich (* 6. Februar 1838; 12. März 1913)
    2. Josef (1844–1928), österreichischer Schriftsteller, Diplomat und Forschungsreisender
    3. Rudolf (* 19. August 1849)
3. Emanuel von Doblhoff (* 29. Juli 1775; † 26. September 1830), Verordneter der n.ö. Ritterstände
4. Ignaz von Doblhoff (* 28. November 1776; † 9. Juni 1856), arbeitete bei den niederösterreichischen Landständen.

## Weitere Persönlichkeiten
- Friedrich von Doblhoff (1916–2000), österreichischer Flugpionier
- Otto Doblhoff-Dier (* 1960), österreichischer Hochschullehrer
- Raimund von Doblhoff (1914–1993), österreichisch-deutscher Architekt
- Richard von Doblhoff (1884–1934), österreichischer Politiker
- Robert von Doblhoff (1880–1960), österreichischer Maler
- Rudolf von Doblhoff (1849–1924), österreichischer Politiker
- Eleonore Schönborn, geborene Doblhoff (1920–2022), Mutter von Kardinal Christoph Schönborn

## Wappen

### Stammwappen
Das Stammwappen der Holler ist im silbernen Feld ein grüner Holunderbaum mit seiner Frucht. Die Helmzier ist ebenfalls ein Holunderbaum, die Helmdecken sind grün-silbern.

### Ritterwappen
Das erste ritterliche Wappen dieses Geschlechts ist ein quadrierter Schild samt Herzschild. Im ersten und vierten roten Feld ein wachsendes aufsteigendes weißes Einhorn; im zweiten und dritten blauen Feld drei goldene Kugeln im Dreieck, oben zwei, unten eine gestellt. Im Herzschild ist das Stammwappen (Holunderbaum). Über dem Hauptschild erscheinen zwei gekrönte offene Helme; auf dem ersten zur rechten der grüne Hollerbaum, auf dem andern das weiße aufsteigende Einhorn. Die Decken sind rot-silbern und grün-silbern.

### Freiherrnwappen
Das jetzige Freiherrliche mit dem Dierischen vermehrte Wappen ist nach der Matrikel ebenfalls ein quadrierter Schild samt Herzschild. Das erste Feld, das über Quer mitten geteilt ist, hat in der oberen Hälfte im weißen oder silbernen Grund auf grünen Wasen einen grünen Holunderbaum mit seiner weiß blühenden Frucht, die untere Hälfte im roten Feld ein wachsend aufspringendes weißes Einhorn. Im zweiten und dritten Feld, welches mit einem gewölbten goldenen Rahmen eingefasst ist, erscheint ein aufspringender Tiger einwärts gewendet. Das vierte Feld, das ebenso wie das erste über Quer mitten geteilt ist, hat in der oberen Hälfte im silbernen Grund den Kopf samt Bruststück einer jungen braunen Mohrin mit weißer Binde um die Stirn, in der untern aber im blauen Feld drei große goldene Münzen, oben zwei, unten eine gestellt. Zwischen dem dritten und vierten Feld ist eine von unten aufsteigende weiße Spitze, welche mit einem beiderseits geästeten roten schrägen Kreuz belegt ist. Der Mittel- oder Herzschild ist im goldenen Feld ein ausgebreiteter goldener Adler, auf dessen Brust in einer goldenen Reiffkrone die goldenen Buchstaben C. VI. (das ist Carolus VI.) stehen. Oben deckt den ganzen Wappenschild eine einfache mit Perlen geschmückte goldene Krone, darüber drei gekrönte offene Helme emporstehen; auf dem ersten Helm zur rechten der aufsteigende Tiger in natürlicher Farbe zwischen zwei Büffelhörnern, die über Quer mitten geteilt, das eine oben Gold, unten rot, das Hintere oben rot und unten golden tingiert sind; auf dem zweiten mittleren Helm der gekrönte schwarze Adler, wie im Herzschild beschrieben ist; auf dem dritten Helm zur linken ein blauer Adlerflügel mitten über Quer mit einem breiten weißen Band ober Balken belegt, worauf mitten das geästete schräge rote Kreuz geheftet ist; im blauen Adlerflügel aber sind oben zwei, unten eine goldene Münze geheftet. Die Helmdecke ist rechts Silber und rot, oben Gold und schwarz, links Silber und blau; zur rechten hält den Wappenschild ein goldener Leopard, zur linken aber ein geflügelter goldener Greif. Unter dem Wappenschild auf einem fliegenden weißen Band ist die Devise: A Deo et Cæsare.

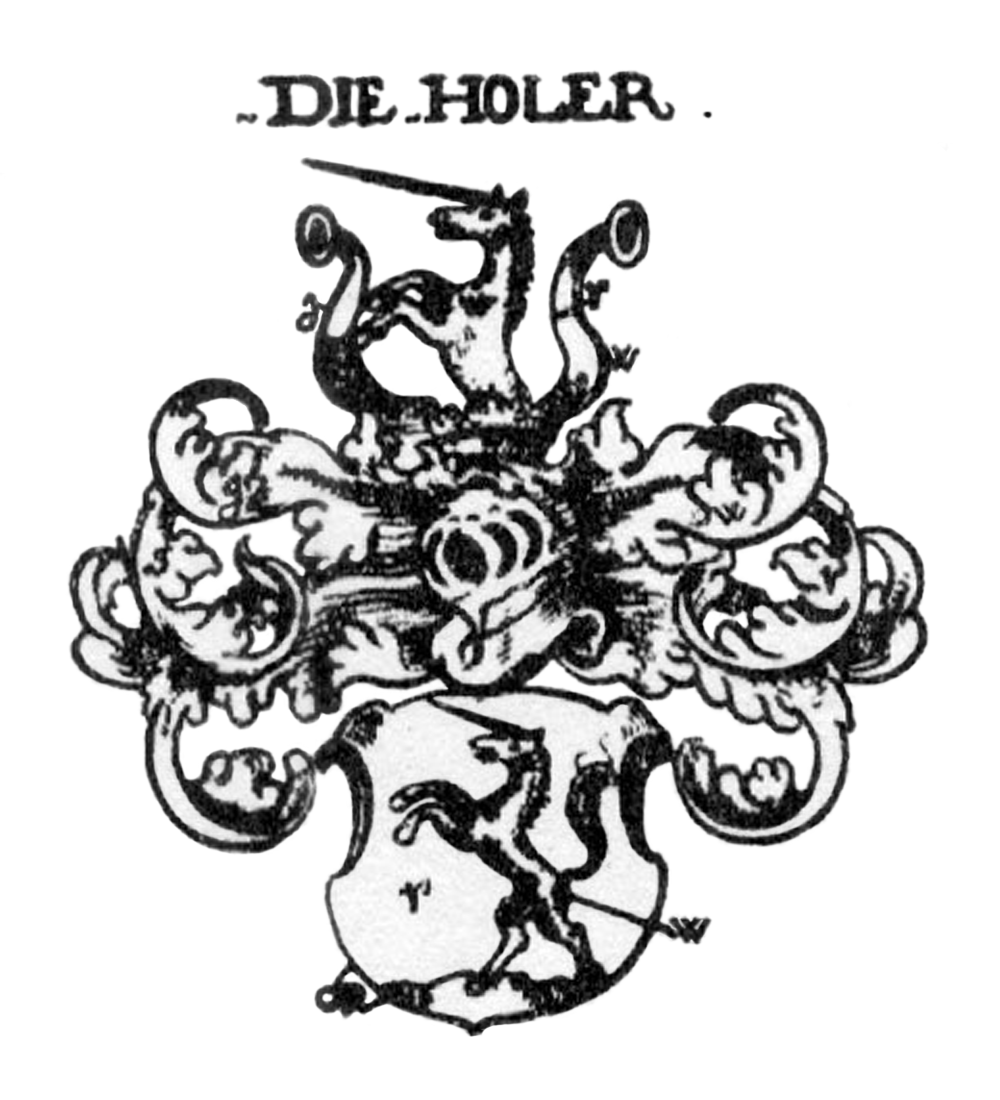
Wappen der Holer 1582
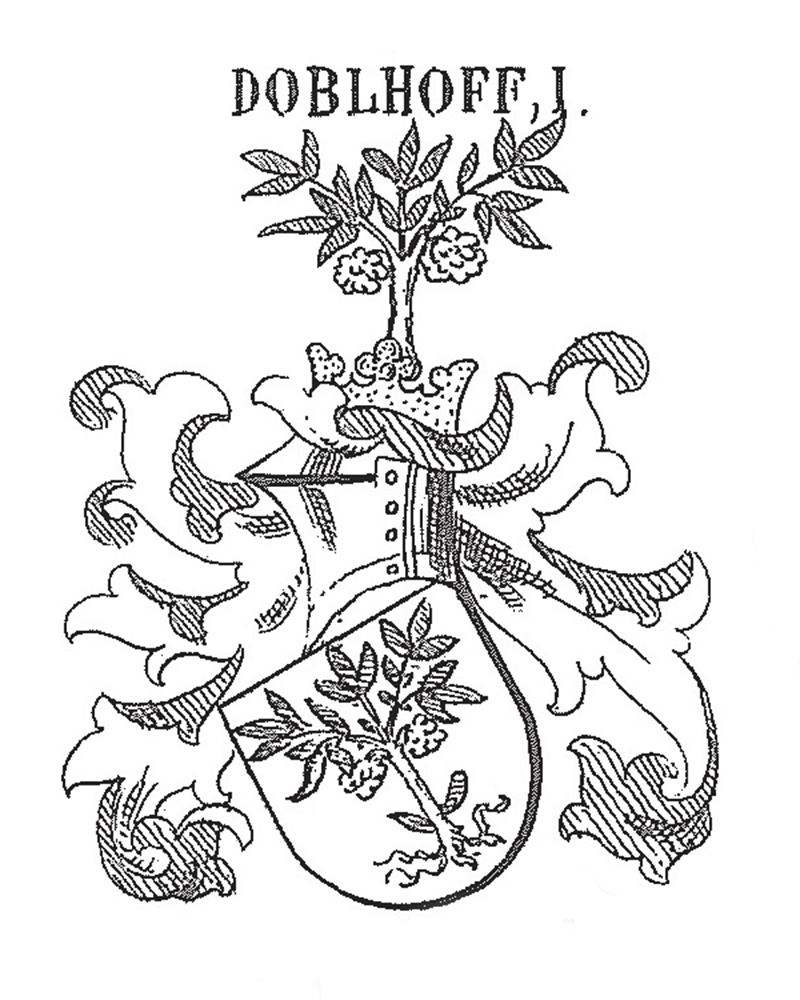
Wappen der Holler von Doblhoff 1692
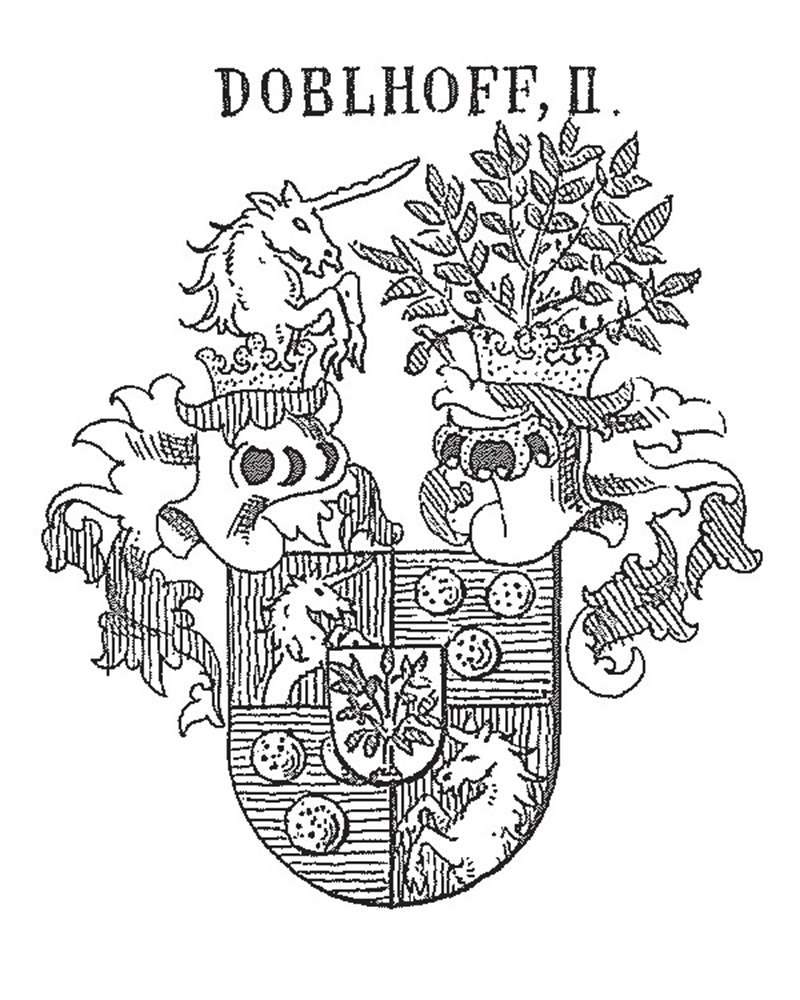
Wappen der Reichsritter von Doblhoff 1706
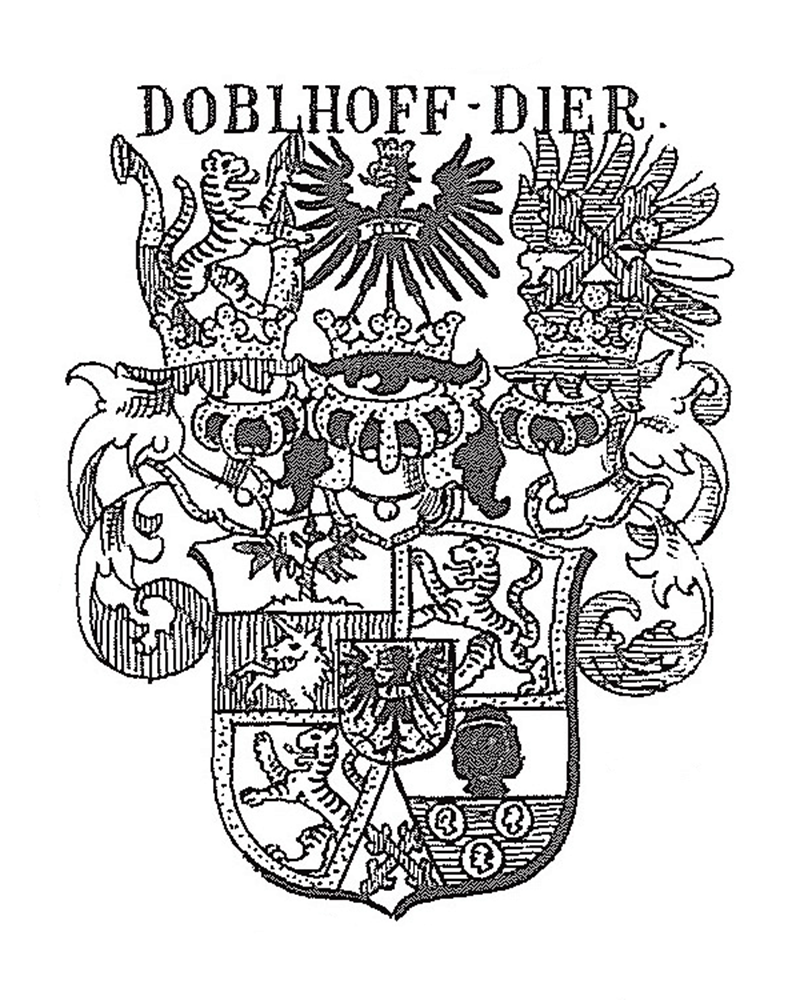
Wappen der Freiherren Doblhoff-Dier 1772
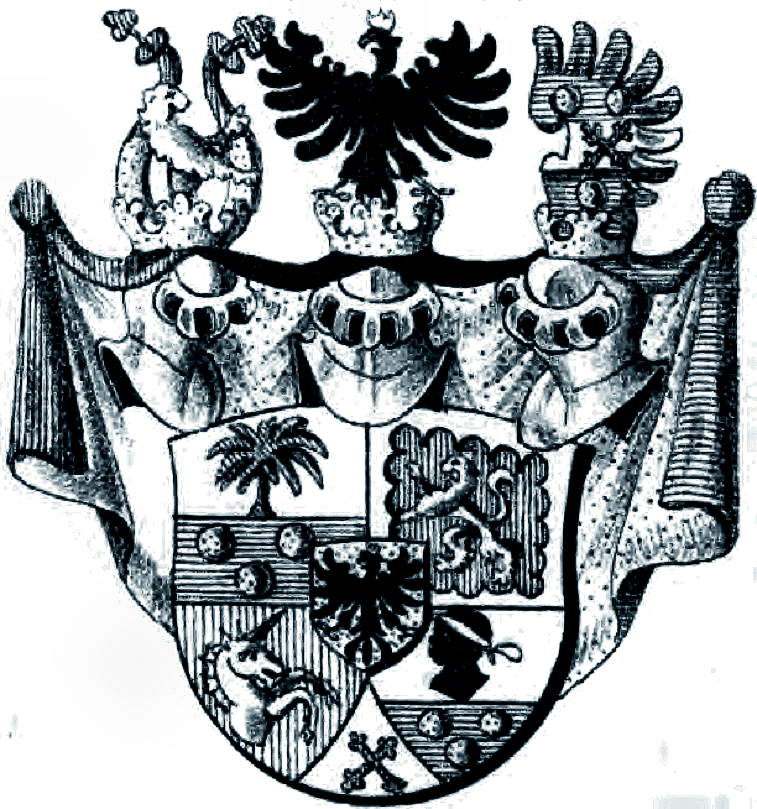
Wappen der Freiherren von Doblhoff-Dier nach v. Hefner